# Noyelles-lès-Seclin
Noyelles-lès-Seclin település Franciaországban, Nord megyében. Lakosainak száma 839 fő (2022. január 1.). Noyelles-lès-Seclin Wattignies, Seclin, Emmerin, Haubourdin és Houplin-Ancoisne községekkel határos.

## Népesség
A település népességének változása:
| Lakosok száma | 859  | 872  | 892  | 873  | 864  | 858  | 852  | 845  | 839  |
|               | 2013 | 2015 | 2016 | 2017 | 2018 | 2019 | 2020 | 2021 | 2022 |